# Le città della notte rossa
Le città della notte rossa è un romanzo del 1981 di William S. Burroughs. È il primo volume della trilogia che comprende Strade morte e Terre occidentali.

## Edizioni
- William S. Burroughs, Le città della notte rossa, Arcana, 1982.
- William S. Burroughs, Le città della notte rossa, Elliot, 2010.